# BlueJeans
BlueJeans by Verizon è un'azienda che fornisce un servizio di videoconferenza basato sul cloud che collega utenti da diverse piattaforme e dispositivi..
Ha sede a San Jose in California, Stati Uniti.
Prima dell'acquisizione a maggio 2020 da Verizon, la società si chiamava "BlueJeans Network".